# Souper Jiggs

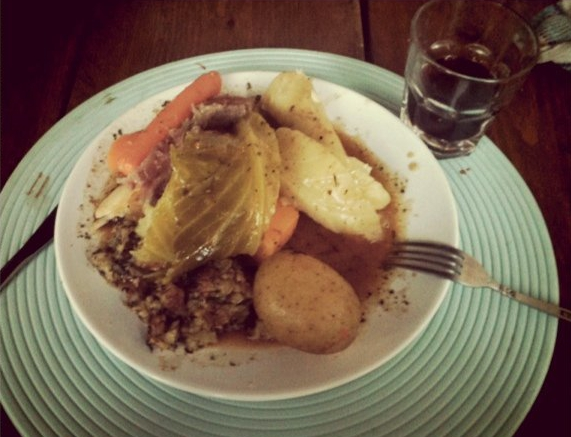
Un souper Jiggs.

Le souper Jiggs, également appelé souper bouilli ou souper cuisiné, est un repas traditionnel couramment préparé et consommé le dimanche dans de nombreuses régions des provinces de l'Atlantique du Canada. Le chou au corned-beef est le plat préféré de Jiggs, le personnage central de La Famille Illico, la célèbre bande dessinée créée par George McManus et Zeke Zekley ; c'est ce qui a probablement  donné son nom au souper Jiggs.
Le nom du plat est parfois orthographié « souper Jigs » ou « souper Jigg's ». Dans la version « souper Jigg's », l’apostrophe est mal placée si elle fait référence au personnage de McManus. L'orthographe « souper Jiggs » est la plus répandue.

## Ingrédients
Ce plat se compose le plus souvent de corned-beef (ou de poitrine salée), cuit avec des pommes de terre, des carottes, du chou, des rutabagas, du chou vert ou des feuilles de navet. On met à cuire de la bouillie de pois et du figgy duff (pudding aux raisins) dans des sachets à pudding immergés dans le bouillon créé par la viande et les légumes. Les condiments ajoutés comprennent souvent des cornichons à la moutarde, des betteraves marinées, de la sauce aux canneberges, du beurre et une sauce au jus de viande. 
Les restes de légumes d'un souper Jiggs sont souvent mélangés dans une poêle et frits pour préparer du cabbage hash (hachis de chou) ou corned beef and cabbage hash (hachis de chou au corned-beef), un peu comme le bubble and squeak. 
C'est un plat traditionnel de la fête de la Saint-Patrick en Amérique du Nord. De nombreux restaurants proposent du souper Jiggs aux alentours du 17 mars. Il se différencie des plats voisins en ce qu'il comprend du corned-beef, des carottes, du chou et des pommes de terre.

## Voir également